# Holmestrand Privatbanestation
 Ikke at forveksle med Holmestrand Station og Holmestrand Station (1881-2016).
Holmestrand Privatbanestation (Holmestrand privatstasjon) var en jernbanestation, der lå i Holmestrand i Norge. Den var endestation for Holmestrand–Vittingfossbanen (HVB), der var i drift fra 1902 til 1938. Den havde forbindelse med den daværende Holmestrand Station på Vestfoldbanen.

## Historie
Den første station i byen åbnede i 1881 som en del af NSB's Vestfoldbanen. Under planlægningen af en ny privatbane til Hvittingfoss i slutningen af 1890'erne opstod der imidlertid kontroverser om placeringen af en ny station. Da der skulle udveksles både stykgods og vognladningsgods mellem HVB og NSB, var det nødvendigt at forbinde de to baner. Der blev fremsat fem forslag til linjeføringer, der enten ville resultere i en fælles station for de to baner i Holmestrand eller i to særskilte stationer. To af forslagene gik på en fælles station, hvor sporene enten skulle gå via Gausen eller via bryggen. En særskilt station blev foreslået anlagt ved byens torv med en forbindelse via Gausen eller bryggen. Alternativt kunne stationen bygges ved Gausen.
20. november 1900 valgte Holmestrand kommunalbestyrelse, at stationen skulle ligge ved torvet med en forbindelse via Gausen. Det forventedes at koste 43.000 NOK, inklusive forbindelsesbanen. Da man undgik kørslen via bryggen, gav denne løsning den laveste pris. NSB's distriktschef oplyste imidlertid 18. maj 1901, at NSB var imod denne løsning, da det ville have en negativ indvirkning på driften af Holmestrand Station. Efter forhandlinger opnåede de to selskaber en overenskomst, og tilladelsen blev givet 26. august 1902.
Stationen kom til at koste 27.300 NOK. Den største post i regnskabet var remisen i Gausen, der kostede 5.000 NOK. Pakhuset kostede 3.000 NOK, mens stationsbygningen og vognhallen kostede 2.000 NOK hver. HVB åbnede for driften 1. oktober 1902. Remisen i Gausen viste sig hurtigt at være for lille og blev udvidet med yderligere plads til materiel og et tømrerværksted for 1.153,65 NOK i 1906. Den blev udvidet yderligere for 322,60 NOK året efter. Den sidste udvidelse fandt sted i 1910, da der blev opført et skur til at tørre og opbevare træ. Til at begynde med havde stationen kun tre spor, men den blev udvidet til fire i 1907 for 347,46 NOK. Det år ekspederede stationen 68 ton ekspresgods og 8.884 ton almindeligt gods, hvortil kom 24 levende dyr. Senere fik stationen yderligere to sidespor.
23. oktober 1910 kollapsede bryggen ved Holmestrand Station og tog store mængder tømmer og et pakhus med sig i faldet. Halvtreds mænd blev omgående sendt afsted fra Vittingfoss Bruk for at rydde op og bygge en ny brygge. Uheldet skyldtes at der havde været opbevaret over 1.600 ton træmasse, hvilket var mere end bryggen kunne klare. Natten efter 1. november blev Holmestrand ydermere ramt af en storm, så noget af bryggen blev skyllet helt væk, mens sporene hang tilbage i luften. 3. november var al træmasse med undtagelse af tre ton blev reddet.
Den oprindelige forbindelse til Vestfoldbanen gav anledning til driftsproblemer for NSB, så banen via Gausen blev erstattet af en ny via Traneberghaugen, der åbnede 21. december 1910. Den nye dobbeltsporede bane kostede 200.000 NOK, der blev betalt af et lån fra Holmestrand kommune. I 1910 ekspederede stationen 11.630 ton gods og 13.705 ton mælk, hvoraf det meste gik til Viking Melk. Der var 17.205 passagerer, fordelt på 800 på anden klasse og resten på tredje, hvilket gav stationen en indtjening på 134.198 NOK. I løbet af de næste år blev der anlagt en ny perron af sten ved stationsbygningen, og kulgården blev udvidet. Stationsbygningen blev udvidet i 1917, og fire år senere blev den renoveret med ny indretning og elektrisk lys. Stationen havde 23.645 passagerer, 191 ton ekspresgods og 4.393 ton almindeligt gods i 1921.
Bryggen kollapsede igen 17. februar 1925, denne gang simpelthen under en massiv last at træ. Bryggen der målte 170 m², havde ikke kunnet håndtere de 3.000 ton. En ny forstærket brygge blev opført i løbet af sommeren. HVB fusionerede med Tønsberg-Eidsfossbanen til det nye selskab Vestfold Privatbaner 23. august 1934. Fusionen blev mødt med ligegyldighed i Holmestrand, da det nye selskab valgte at få hovedkontor i Tønsberg. Vestfold Privatbaner havde en dårlig økonomi, da Vittingfoss Bruk gentagne gange lukkede for produktionen. Jernbaneselskabets direktør begyndte derfor processen med at lukke strækningen fra Hillestad til Holmestrand, og fra 1936 blev strækningen kun betjent uregelmæssigt. Vestfold Privatbaner blev nedlagt i sin helhed 1. juni 1938.

## Indretning
Stationen lå ved byens torv. Den lå 1,1 km fra Gausen, 1,4 km fra Reversen Station, den næste station på banen, og 29,8 km fra endestationen Hvittingfoss Station. Holmestrand Privatbanestation lå 0,6 meter over havets overflade.
Holmestrand var det primære sted på HVB og omfattede en række bygninger udover selskabets administration. Det omfattede således en stationsbygning, et pakhus, et udhus, en lokomotivremise, en vognhal, en kulgård, en drejeskive og en kommandopost. Stationen havde fem spor, hvoraf de tre var sidespor. Nord for stationen var den forbundet med Holmestrand Station på Vestfoldbanen. Ved Gausen var der en remise med to spor. Der blev efterhånden bygget sidespor til vigtige industrier i byen så som Holmestrand Elektrisitetsverk, Nordisk Aluminium og fiskemarkedet.